# Jinichi Kawakami
Jinichi Kawakami (川上仁一), né en 1949, est le fondateur de l'école Banke Shinobinoden. Déclarant être le 21e chef de la famille Koga Ban (du ninjustu d'Iga et de Koga), il est le directeur honoraire du musée ninja Iga-ryū, qui le considère comme un héritier de la tradition du ninjutsu. En 2011, il est nommé professeur à l'université de Mie pour enseigner et promouvoir le ninjutsu au centre de recherche coopératif de l'université.

## Histoire
Kawakami ne descend d'aucune lignée de ninjas, et affirme avoir appris son art durant sa jeunesse d'un homme appelé Masazo Ishida, un pharmacien itinérant prétendant être le dernier pratiquant de ninjutsu encore en vie. Selon un journaliste du Japan Times, « Kawakami a quelque chose de plus que les autres qui se prétendent ninja — un puissant mélange d'humilité et d'apprentissage. Sans parler de sa grande maîtrise des arts martiaux »,. Il est également un ingénieur à la retraite,

Le plus proche disciple de maître Kawakami, Yasushi Kiyomoto, est le seul enseignant de l'école Banke Shinobinoden. Maître Kiyomoto dirige un dojo à Sagamihara-shi dans la préfecture de Kanagawa. Kawakami a affirmé ne pas former de successeur. En 2012, il a déclaré : 
« À l'époque des guerres civiles ou durant la période Edo, les compétences des ninjas pour espionner et tuer, ou manipuler la médecine, pouvaient être utiles. Mais aujourd'hui nous avons les armes à feu, internet et de la meilleure médecine, l'art du ninjutsu n'a ainsi pas sa place à l'époque moderne  »